# Cầu Iéna
Cầu Iéna (tiếng Pháp: Pont d'Iéna) là một cây cầu bắc qua sông Seine thuộc địa phận Paris, Pháp. Cây cầu này nối liền hai quảng trường lớn là Champ-de-Mars (có tháp Eiffel) và Trocadéro (có Palais de Chaillot). Từ năm 1975, công trình này được xếp hạng di tích lịch sử của Pháp.
| Métro Paris | Bến tàu điện ngầm: Iéna |

## Lịch sử
Người đầu tiên quyết định xây dựng một cây cầu ở trước mặt École militaire bắc qua sông Seine là Napoléon Bonaparte với cái tên dự định là Cầu Champ-de-Mars (Pont du Champ-de-Mars) hoặc Cầu École militaire (Pont de l'École militaire). Tuy nhiên sau chiến thắng tại trạn Iéna ngày 14 tháng 10 năm 1806, Napoléon đã ra quyết định đổi tên cầu thành Cầu Iéna vào năm 1807.
Cây cầu được xây dựng từ năm 1808 đến năm 1814 và được mở rộng vào năm 1937 từ 19 lên 35 m để phục vụ cho dịp Triển lãm thế giới. Các kiến trúc sư của công trình là Gaspard, C. Lamandé, J. Mallet và J. Morane. Cầu Iéna là một cầu vòm đá có chiều dài 155 m gồm 4 trụ cầu, 5 nhịp cầu vòm dài 28 m được trang trí bằng biểu tượng chim đại bàng của Đệ nhất đế chế, đây là tác phẩm của François-Frédéric Lemot và Jean-François Mouret.
Vào năm 1853 bốn bức tượng mới được đặt thêm vào hai đầu cầu. Ở bờ phải là tượng hai chiến sĩ Gaulois và La Mã, tác phẩm của Antoine Préault và Louis Daumas. Ở bờ trái tượng hai chiến sĩ Ả Rập và Hy Lạp, tác phẩm của Jean-Jacques Feuchère và François Devault.
Từ năm 1975 cây cầu này được xếp hạng Di tích lịch sử của Pháp.